# Monte Yasur
El monte Yasur es un volcán activo de 361 metros de altura situado en la costa de la isla de Tanna en Vanuatu, cerca de la Sulphur Bay. El volcán está al sureste del monte Tukosmera, un volcán que estuvo activo en el Pleistoceno. Está compuesto de un gran cono piroclástico sin vegetación y un cráter casi circular de 400 metros de diámetro. Es un estratovolcán producido porque la placa Indoaustraliana, que se mueve hacia el este, se está deslizando bajo la placa Pacífica, que se mueve hacia el oeste. El volcán ha entrado en erupción continuamente desde hace siglos, aunque normalmente no es peligroso. Sus erupciones, que a veces ocurren varias veces en una hora, están clasificadas como estrombolianas o vulcaniana.
Fue el brillo del volcán lo que aparentemente atrajo al capitán James Cook en 1774. Hoy en día, el monte es tierra sagrada para el culto cargo de John Frum. Este culto adora a Frum, un soldado estadounidense de la Segunda Guerra Mundial deificado, y sostiene que este vive en el volcán con sus compatriotas. El pueblo de Sulphur Bay, centro del movimiento, reclama el volcán como parte del territorio.

## Niveles de acceso
Debido a la importancia del volcán para el turismo en la isla de Tanna, el gobierno local ha creado unos niveles para restringir el acceso del público al volcán:
- Nivel 1: actividad normal. Permitido el acceso al cráter.
- Nivel 2: actividad de moderada a alta. Alguna bomba de lava puede salir fuera del borde del cráter. Acceso al cráter prohibido.
- Nivel 3: actividad alta con explosiones, lava expulsada a cs de metros del cráter y grandes nubes de humo y ceniza. Acceso a la cumbre cerrado.
- Nivel 4: gran erupción afectando a zonas amplias alrededor del volcán. Acceso completamente prohibido.